# 議定書
議定書（ぎていしょ、英: protocol）は、国家間で結ばれる国際法上の成文法（広義の条約）に対して付けられる名称のひとつである（以下、本項では、特記しない限り、「条約」とは「広義の条約」を指す。）。

## 議定書の法的位置づけ
個別の条約には、(狭義の）条約（英：treaty、convention）のほかに、協定（英：agreement）、議定書、憲章（英：charter）等の様々な名称が与えられる（条約法に関するウィーン条約第1条(a)）。各条約の法的性格はもっぱらその条文において定められるので、条約がどのような名称を有しているかということとその条約の法的性格とは必ずしも直接的には関連しない。ただし、近年では実際には、これらの名称は各条約の法的性格を考慮して慣習的に使い分けられることが多く、多くの場合、その名称によって条約の法的性格が類推可能である。議定書という名称は、既存の条約と密接な関係を有し、その条約を補完する性格の条約に用いられることが多い。他の場合として、本体の条約の解釈などの了解を定める付属文書を議定書とすることがある。この例として1953年に締結された日米友好通商航海条約の議定書がある。これは「条約の不可分の一部と認められる」と規定され、内容の例は、「第七条２において「公益事業を行う企業」とは，公共のため通信事業，水道事業，バス，トラック，軌道若しくは鉄道による運送事業又はガス若しくは電気の製造若しくは供給に関する事業を行う企業をいう。」(議定書第3項）などである。

## 議定書と他の条約との関係の例
- マドリッド協定議定書（標章の国際登録に関するマドリッド協定の議定書）
  - 条約との関連：マドリッド協定（標章の国際登録に関するマドリッド協定）に関連する議定書。
  - 締結の要件：マドリッド協定議定書を締結するための要件は、工業所有権の保護に関するパリ条約の同盟国であることであり（この要件は世界知的所有権機関が管理する産業財産権に関する大半の条約に共通するものである。）、マドリッド協定を締結していなくてもマドリッド協定議定書を締結することができる。
  - 共通事項：マドリッド協定議定書の締約国は、マドリッド協定を締約していなくても、マドリッド協定の当事国で構成する同盟（マドリッド同盟）の構成国となる。マドリッド協定とマドリッド協定議定書とは、共通の総会を有する。また、協定及び議定書に定めはないが、共通の規則（標章の国際登録に関するマドリッド協定及び同協定の議定書に基づく共通規則）を有する。

- 京都議定書（気候変動に関する国際連合枠組条約の京都議定書）
  - 条約との関連：気候変動枠組条約（気候変動に関する国際連合枠組条約）に関連する議定書。
  - 締結の要件：気候変動枠組条約の締約国であることが京都議定書を締結するための要件とされている。
  - 共通事項：条約の締約国会議（Conference of the Parties: COP）が議定書の締約国の会合（meeting of the Parties: MOP）としての役割を兼ねるとされており、このため、議定書の締約国の会合はCOP/MOPと表記される。COP/MOPの決定により、条約の補助機関が議定書の補助機関としての役割を兼ねることも可能である。条約の事務局は、議定書の事務局としての役割も果たす。

- カルタヘナ議定書（生物の多様性に関する条約のバイオセーフティーに関するカルタヘナ議定書）
  - 条約との関連：生物多様性条約（生物の多様性に関する条約）に関連する条約。生物多様性条約において、将来的に議定書を採択することが定められており、カルタヘナ議定書はそのような議定書のひとつと位置づけられる。
  - 締結の要件：生物多様性条約の締約国であることがカルタヘナ議定書を締結するための要件とされている。
  - 共通事項：条約の締約国会議（Conference of the Parties: COP）が議定書の締約国の会合（meeting of the Parties: MOP）としての役割を兼ねるとされており、このため、議定書の締約国の会合はCOP/MOPと表記される。COP/MOPの決定により、条約の補助機関が議定書の補助機関としての役割を兼ねることも可能である。条約の事務局は、議定書の事務局としての役割も果たす。

## 主要な議定書の一覧
- 1815年： ウィーン議定書
- 1852年： ロンドン議定書
- 1853年： ウィーン議定書
- 1902年： 北京議定書
- 1904年： 日韓議定書
- 1925年： 窒息性ガス、毒性ガス又はこれらに類するガス及び細菌学的手段の戦争における使用の禁止に関する議定書（ジュネーヴ議定書）
- 1932年： 日満議定書
- 1966年： 難民の地位に関する議定書 - 難民の地位に関する条約
- 1977年： ジュネーヴ諸条約第一追加議定書 - ジュネーヴ諸条約 (1949年)
- 1977年： ジュネーヴ諸条約第二追加議定書 - ジュネーヴ諸条約 (1949年)
- 1977年： ジュネーヴ諸条約の追加議定書 (1977年) - ジュネーヴ諸条約 (1949年)
- 1978年： 1973年の船舶による汚染の防止のための国際条約に関する1978年の議定書（マルポール条約） - 1973年の船舶による汚染の防止のための国際条約
- 1987年： オゾン層を破壊する物質に関するモントリオール議定書（モントリオール議定書） - オゾン層の保護のためのウィーン条約
- 1989年： 標章の国際登録に関するマドリッド協定の議定書（マドリッド協定議定書） - 標章の国際登録に関するマドリッド協定
- 1997年： 気候変動に関する国際連合枠組条約の京都議定書（京都議定書） - 気候変動に関する国際連合枠組条約（気候変動枠組条約）
- 1999年： 女子に対するあらゆる形態の差別の撤廃に関する条約の選択議定書 - 女子に対するあらゆる形態の差別の撤廃に関する条約
- 2000年： バイオセーフティーに関するカルタヘナ議定書（カルタヘナ議定書） - 生物の多様性に関する条約
- 2000年-2001年： 国際組織犯罪防止条約の三議定書 - 国際組織犯罪防止条約
- 2010年： 生物の多様性に関する条約の遺伝資源の取得の機会及びその利用から生ずる利益の公正かつ衡平な配分に関する名古屋議定書（名古屋議定書） - 生物の多様性に関する条約

注）年号は議定書が採択された年。議定書の右側に記載した条約は、議定書と密接な関連を有する条約。